# Saint-Victor-sur-Rhins
Saint-Victor-sur-Rhins è un comune francese di 1 134 abitanti situato nel dipartimento della Loira della regione dell'Alvernia-Rodano-Alpi.

## Società

### Evoluzione demografica
Abitanti censiti